# رایانش غیرمتمرکز
محاسبات غیر متمرکز به فرآیندی اطلاق می شود که در آن داده ها و منابع پردازشی در چندین دستگاه یا گره مختلف توزیع شده اند و هیچ مرکز واحدی بر تمامی فعالیت ها نظارت نمی کند. این نوع معماری,به افزایش انعطاف پذیری,بهبود مقیاس پذیری و کاهش وابستگی به نهاد های مرکزی کمک می کند.
ویژگی ها
عدم تمرکز:در این نوع سیستم ها,هیچ نهاد یا گره ای به تنهایی کنترل تمامی فرآیند ها را در اختیار ندارد و منابع به طور مساوی میان گره ها تقسیم می شود.
گسترش پذیری:سیستم های غیرمتمرکز می توانند به راحتی با اضافه کردن گره های جدید مقیاس پذیر شوند و عملکرد آن ها بطور قابل توجهی بهبود یابد.
پایداری در برابر خرابی:چنانچه یکی از گره ها دچار مشکل شود,گره های دیگر قادر خواهند بود به فعالیت خود ادامه دهند و عملکرد کلی سیستم تحت تاثیر قرار نخواهد گرفت.
افزایش امنیت:در این شبکه ها,معمولا از الگوریتم های رمز نگاری برای حفظ حریم خصوصی و جلوگیری از دسترسی های غیرمجاز به داده ها استفاده می شود.
اجزای اصلی
گره ها(nodes):هر دستگاه یا واحدی که در شبکه برای پردازش و ذخیره سازی اطلاعات مشارکت دارد.
شبکه:مجموعه ای از گره ها که با استفاده از پروتکل های خاص به هم متصل شده و داده ها بین خود منتقل می کنند.
پروتکل ها :مجموعه ای از قواعد و روش هایی که برای هماهنگ سازی گره ها و مدیریت تبادل اطلاعات در شبکه به کار می روند.
مزایا:
کاهش وابستگی به مرکز واحد:سیستم های غیرمتمرکز به دلیل توزیع منابع و پردازش,کمتر به یک نقطه آسیب پذیر وابسته اند.
مقیاس پذیری بهتر:افزودن گره های جدیددر این سیستم ها بدون افت عملکرد امکان پذیر است,که باعث بهبود مقیاس پذیری می شود.
امنیت بیشتر:به دلیل اینکه داده ها در چندین نقطه ذخیره می شوند می شوند و هر گره به طور جدا فعالیت می کند,احتمال وقوع حملات کم می شود.
معایب:
پیچیدگی در مدیریت:کنترل و نظارت بر یک شبکه غیر متمرکز به دلیل عدم وجود یک مرکز واحد ممکن است پیچیده و زمان بر باشد.
هزینه های بالاتر:به دلیل نیاز به هماهنگی و استفاده از منابع متعدد,ممکن است هزینه های عملیاتی سیستم های غیر متمرکز بیشتر از سیستم های متمرکز باشد.
کابرد ها:
بلاک چین:یکی از مهم ترین کاربرد های محاسبات غیر متمرکز,بلاک چین است که در آن اطلاعات بطور توزیع شده و بدون نیاز به یک مرجع مرکزی ذخیره می شود.
سیستم های هوشمند:در کاربرد هایی مانند اینترنت اشیا,این مدل به دستگاه ها این امکان را می دهد که به طور مستقل و یا به صورت هماهنگ با سایر گره ها عمل کنند.
چشم انداز آینده:
با پیشرفت فناوری هایی مانند بلاک چین,رایانش ابری و اینترنت اشیا,سیستم های غیر متمرکز به طور افزاینده ای به راه حل درست برای مشکلات مقیاس پذیری,امنیت و کارایی در صنایع مختلف تبدیل خواهند شد.این روند احتمالا در آینده به رشد و توسعه بیشتر این نوع معماری ها منجر خواهد شد.